# Tardenoisiense

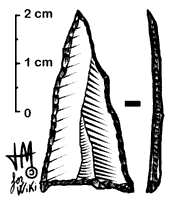
Punta de Tardenois.

El Tardenoisiense es una prolongación de la cultura Aziliense, que surge en Francia y Bélgica. Se conocen culturas similares en el este y centro de Europa, partes de Gran Bretaña, España, y los países septentrionales durante el protoneolítico (fase final del mesolítico)
Tiene una industria poco homogénea debido a su gran extensión. Es posible que existiese una protodomesticación incipiente.